# Kaarßen
Kaarßen ist eine Ortschaft der Gemeinde Amt Neuhaus im niedersächsischen Landkreis Lüneburg, zu der sie seit dem 1. Oktober 1993 gehört.

## Geschichte
Von 1945 bis 1990 war Kaarßen eine selbstständige Gemeinde in der Sowjetischen Besatzungszone und in der DDR. 1946 hatte sie 2189 Einwohner.
Am 1. Juli 1950 wurden die bisher eigenständigen Gemeinden Bitter, Herrenhof, Laave, Privelack, Rassau und Stixe eingegliedert.
Von 1990 bis zum Juni 1993 gehörte Kaarßen zum Land Mecklenburg-Vorpommern und wurde am 30. Juni 1990 mittels Staatsvertrag an das Land Niedersachsen übertragen. Am 1. Oktober 1993 schlossen sich Kaarßen, Dellien, Haar, Neuhaus, Stapel, Sumte und Tripkau zur Gemeinde Amt Neuhaus zusammen. 2013 wurde eine umfangreiche Flurbereinigung abgeschlossen.

## Infrastruktur
Die Freiwillige Feuerwehr Kaarßen sorgt für den Brandschutz und die allgemeine Hilfe im Ort. Bis zum 30. Juni 2013 verfügte Kaarßen über einen eigenen Konsum-Lebensmittelmarkt.

## Sehenswürdigkeiten
Die 1842 errichtete St.-Marien-Kirche der evangelisch-lutherischen Kirchengemeinde verfügt über eine im Jahre 1910 von der Firma Furtwängler und Hammer in Hannover gebaute pneumatische Orgel.